# Éric Eydoux
Éric Eydoux (París, 27 de enero de 1940 - Caen,  24 de marzo de 2025) fue un escritor y académico francés.  Se especializó en lenguas y civilizaciones nórdicas, impartiendo clases en la Universidad de Caen Normandía y fue también ensayista, novelista y traductor. 

## Biografía
Nació en París el 27 de enero de 1940, hijo del funcionario gubernamental Henri-Paul Eydoux y la periodista Elisabeth Nissen. De origen franco-noruego, cursó sus estudios secundarios en el Liceo Henri-IV y se doctoró en estudios escandinavos en la facultad de humanidades de la Universidad de París . Trabajó en Kristiansand y Estrasburgo antes de comenzar su carrera en la Universidad de Caen Normandie en el departamento de estudios nórdicos. 
De 1976 a 1980, tabajó como embajador cultural en la Embajada de Francia en Oslo|Ambassade de France en Norvège.  En 1983, cofundó la oficina franco-norurga de la Universidad de Caen con Rolf Tobiassen que dirigió hasta 2004  En 1992, cofundó el festival Les Boréales de Normandie, que dirigió hasta 1998, dejándolo en manos del Centro Regional de Letras.  También dirigió la colección nórdica en las Presses universitaires de Caen.
Entre 2001 al 2008, fue teniente de alcalde de cultura de Caen, donde creó L'Aventure humaine.  En 2007, publicó Histoire de la littérature norvégienne, que se convirtió en el primer documento oficial francés sobre literatura noruega desde 1952.    En 2008 se incorporó al consejo de administración del Museo de Bellas Artes de Caen.  De 2014 a 2015 fue vicepresidente de la Academia de Ciencias, Artes y Bellas Letras de Caen y posteriormente se convirtió en miembro honorario. 
Murió en Caen el 24 de marzo de 2025, a la edad de 85 años. 

## Publicaciones
- La Escandinavia (1972)
- El grupo y la revista Mot Dag (1973)
- Las grandes horas de Dinamarca (1975)
- Escritos de Noruega (1991)
- Diccionario de autores europeos (1992)
- Dragones y dragones (1996)
- Patrimonio literario europeo (1991-2001)
- El nuevo diccionario de autores (1994)
- El nuevo diccionario de obras (1994)
- Diccionario universal de literatura (1994)
- Polares del Norte (1997)
- Pasiones boreales (2000)
- Peintres du Nord en voyage dans l'Ouest (2001)
- Historia de la literatura noruega (2007)
- L'Office franco-norvégien, trente y de colaboración franco-norvégienne (2013)
- Sus al castillo ! (2018)
- El camino de la traición. La Noruega en la hora de Quisling (2018) [15] [16]